# Norr Amsberg
Norr Amsberg è un'area urbana della Svezia situata nel comune di Borlänge, contea di Dalarna.
La popolazione rilevata nel censimento 2010 era di 236 abitanti .